# El Milagro
El Milagro es un centro poblado peruano ubicado en el distrito de Huanchaco en el Departamento de La Libertad. Forma parte del continuo urbano de la zona norte de la ciudad de Trujillo. La expansión se remonta al centro poblado más grande de todo el distrito de Huanchaco. En el año 2011 surgió la idea de los pobladores que la localidad sea elevada a distrito. Sin embargo, por discusiones políticas y económicas sigue anexado como conglomeración urbana al distrito costero.

## Población
Según el censo del año 2017, El Milagro tiene una población total de 35,000 habitantes.  Supone casi el 58% del distrito de huanchaco. La población es joven, pues más del 30% de la población total del centro poblado corresponden a jóvenes que comprenden la edad de 18 a 26 años. 
Lo que corresponde a demografía respecto al sexo de la población: Este asciende al 55% en el caso de los hombres y el 45% en el caso de las mujeres, debido a la emigración ascendiente que se generó, principalmente en las mujeres que salen del centro poblado hacia el distrito de la esperanza o huanchaco.  
La densidad poblacional, que corresponde al número promedio de habitantes por kilómetro cuadrado, asciende a 4,501 habitantes por km².

## Salud
En salud, cuenta con 2 centros de salud, de los cuales el más importante es el Centro de Salud Materno Infantil, cuya construcción no se concluye por falta de presupuesto, y una pequeña Posta de Salud ubicada en el Sector 7 - El Pedregal, con deficiente infraestructura para la atención a los pacientes. La modernización de este complejo de salud se llevó a cabo en el año 2021 con el fin de reabrir y atender las urgentes necesidades de la población en pandemia.

## Economía
El centro Poblado El Milagro se destaca principalmente por los negocios individuales de manufactura, compra y venta, prestación de servicios y restaurantes. Los negocios más antiguos y valorados se ubican en el sector Pueblo Joven, ubicado en el centro del Milagro. 
La economía pujante de los pobladores, se reporta también en la extensión de mercaderes a los diferentes distritos vecinos, como la venta de carrocerías en la panamericana hacia el distrito de la Esperanza.  